# 放蕩息子の帰還 (プレーティ)
『放蕩息子の帰還』（ほうとうむすこのきかん、伊: Ritorno del figlio prodigo、英: The Return of the Prodigal Son）は、イタリア・バロック期の画家マッティア・プレーティが1656年にキャンバス上に油彩で制作した絵画である。現在、ナポリのカポディモンテ美術館に所蔵されている。

## 作品

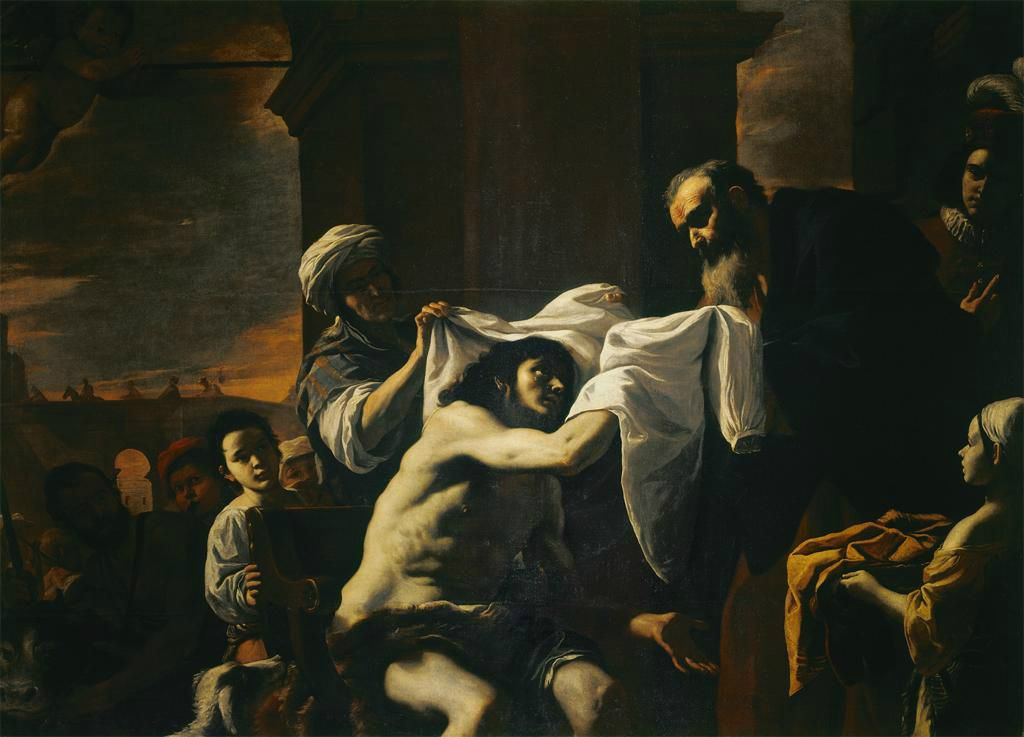
マッティア・プレーティ『放蕩息子の帰還』 (1658年ごろ)、王宮 (ナポリ)

作品は、『新約聖書』中の「ルカによる福音書」にある「放蕩息子のたとえ話」(15章11-32) を主題としている。ある男に2人の息子がいた。兄は堅実な性格であったが、弟はわがままで、父に相続する財産を分けてほしいと頼む。父は、彼が財産を浪費してしまうことを知りつつも財産を渡した。実際に、しばらくして彼は財産を使い果たしてしまい、食べる物にも困るようになる。その後、悔い改めた彼は、雇人にしてもらおうと父の元に帰るが、父は彼を赦す。この物語の父は神を、弟は人を表す。人が心から悔い改めれば、神は赦しを与えるという物語である。
この主題は、プレーティが最も頻繁に取り上げたものの1つである。その中で最大の大きさを持つ本作以外にも、3点の作品があり、それらはすべてプレーティのナポリ時代に制作された。すなわち、制作順にル・マン美術館の作品 (1650年ごろ)、レッジョ・カラブリア絵画館の作品 (1656年ごろ)、そして様式的に最も円熟したナポリ王宮の作品 (1658年ごろ) である。
本作の画面には、父親の元に戻った放蕩息子が彼の前で跪き、許しを乞う瞬間が描かれている。王宮にある作品に比べ、多くの人物が登場する本作の方がより煽情的で演劇的に見える。

## 歴史
この絵画は、マッダローニの公爵ディオメーデ５世・カラファ (Diomede V Carafa) のコレクションに由来する。公爵のコレクションには、ほかにも4点のプレーティの作品、すなわち『キリストとカナンの女』 (シュトゥットガルト州立美術館) 、『悪魔を打ち倒すキリスト』 (カポディモンテ美術館) 、『悪魔に試されるキリスト』 (アヌンチアータ教会、マッダローニ) 、『キリストと百人卒長』 (パレルモ) である。記録文書によれば、カラファはプレーティのこれら5点の絵画に220ドゥカートに相当する金額を支払った。5点のうち、『悪魔を打ち倒すキリスト』、『キリストと百人卒長』、および本作『放蕩息子の帰還』はナポリの民事裁判官フランチェスコ・アントニオ・ロベルティ (Francesco Antonio Roberti) のコレクションに入り、後に2,000ドゥカートでブルボン家に購入された。